# Annie Belle
Annie Belle (eigentlich Annie Brilland; * 10. Dezember 1956 in Paris; † 30. Januar 2024) war eine französische Schauspielerin. Ihre Schauspielkarriere begann 1974, während der 1970er und 1980er Jahre spielte sie in verschiedenen französischen und italienischen Filmen mit. Sie arbeitete dabei mit Regisseuren wie Jean Rollin, Ruggero Deodato und Joe D’Amato zusammen.

## Leben
Annie Brilland spielte 1974 mit siebzehn Jahren ihre erste kleine Rolle in Jean Rollins Film Tout le monde il en a deux. Bald darauf ging sie nach Italien und wurde als Annie Belle für kurze Zeit eine der gefragtesten Darstellerinnen in der italienischen Exploitationfilm-Szene. Drei der wichtigsten Filme waren: Laura mit Emmanuelle Arsan, Annie Belle – Zur Liebe geboren (hier wirkte sie auch als Autorin mit) und Velluto nero mit Laura Gemser. Letzterer war einer ihrer umstrittensten Filme. Persönliche Probleme behinderten Belles Schauspielkarriere in den 1980ern, 1989 spielte sie ihre letzte Rolle in Luna di sangue.
Privatleben
Annie Belle hatte zwischen 1975 und 1978 eine Beziehung mit dem Schauspieler Al Cliver und spielte mit ihm zusammen in mehreren Filmen.

## Filmografie (Auswahl)
- 1974: Tout le monde il en a deux
- 1975: Lèvres de sang
- 1976: Laura (Laure)
- 1976: Annie Belle – Zur Liebe geboren (La fine dell’innocenza)
- 1976: Velluto nero
- 1977: Frau und Geliebte (Mogliamante)
- 1980: Der Schlitzer (La casa sperduta nel parco)
- 1981: Absurd (Rosso sangue)
- 1982: Höllenkommando zur Ewigkeit (Fuga dall’arcipelago maledetto)
- 1985: Sklavin für einen Sommer (L’alcova)
- 1986: Fieber im Herzen (La venexiana)
- 1987: La croce dalle sette pietre
- 1989: Luna di sangue